# Fred Mitchell
Pour les personnes ayant le même patronyme, voir Mitchell.
Fred Mitchell (né le 5 octobre 1953) est un homme politique bahaméen. Il a été ministre des Affaires étrangères des Bahamas de 2002 au 4 mai 2007, poste qu'il occupe à nouveau depuis mai 2012.